# Kimberlin Brown
Kimberlin Ann Brown (Hayward, Californië, 29 juni 1961) is een Amerikaanse actrice.

## Carrière
Brown is het meest bekend voor haar rol van wraakzuchtige Sheila Carter, een rol die ze begon in 1990 in de soapserie The Young and the Restless. In 1992 liep haar verhaallijn ten einde. Korte tijd later kreeg Brown een rol bij zusterserie The Bold and the Beautiful. Tot 1998 speelt ze daar wederom de rol van Sheila Carter. In 2002 en in 2003 keerde ze korte tijd terug in een verhaallijn om Taylor uit de serie te schrijven en om Ridge te kidnappen. In 2021 keerde ze weer terug als de biologische moeder van Finn.
Na haar vertrek bij The Bold speelde Brown in soaps als Another World, Port Charles en General Hospital.
In 2004 startte ze de kleine rol van dokter Paige Miller in One Life to Live. Omdat ze een groter aandeel in de show zou krijgen, moest ze in 2005 ontslag nemen omdat de serie opgenomen wordt in New York, en zij in Los Angeles woont.
Daarna nam ze haar rol van Sheila weer op, maar deze keer opnieuw, na 13 jaar afwezigheid, in The Young and the Restless.

### Privé
Sinds 1991 is Brown getrouwd met Gary Pelzer, ze hebben twee kinderen. Brown is een uitgesproken aanhanger van de Amerikaanse Republikeinse Partij.

## Televisie
| Jaar                                     | Titel                      | Rol                             |
| ---------------------------------------- | -------------------------- | ------------------------------- |
| 1987                                     | Capitol                    | Danny                           |
| 1990                                     | Santa Barbara              | Candace Durrell Danielle Steele |
| 1990-1992 1993-1995 2005-2006            | The Young and the Restless | Sheila Carter                   |
| 1992-1998 2002-2003 2017-2018 2021-heden | The Bold and the Beautiful | Sheila Carter                   |
| 1997                                     | Diagnosis: Murder          | Barbara Bennings                |
| 1999-2000 2001-2002                      | Port Charles               | Dr. Rachel Reese Locke          |
| 1999                                     | Another World              | Shelly Clark                    |
| 2003                                     | Six Feet Under             |                                 |
| 2004-2005                                | One Life to Live           | Dr. Paige Miller                |
| 2005-2006                                | The Young and the Restless | Sugar                           |
| 2008                                     | Proud American             | Lisa                            |
| 2010                                     | The Necklace               | Margaret                        |
| 2010                                     | All My Children            | rechter Mariam                  |
| 2011                                     | The Bay                    | Dr. Grace Drum                  |
| 2012                                     | Just an American           | Lisa                            |
| 2013                                     | 5 Hour Friends             | Carla Bianchi                   |
| 2018                                     | The Rich & the Ruthless    | Dr. Maya Cooper                 |